# Cessna Corvalis TTx
Il Cessna Corvalis TTx è un aereo monomotore ala bassa con carrello fisso ad alte prestazioni prodotto dalla omonima azienda statunitense a partire dal 2012. Rientra nella categoria aviazione generale e va a sostituire il più vecchio Cessna Corvalis TT.
Questo aereo a quattro posti è dotato di particolare motore diesel, che può operare su auto-diesel (DIN 590) e con il kerosene, il carburante per aerei standard (Jet Fuel, Jet-A). Il motore, ad iniezione diretta con 6 cilindri (Continental Motor TCM TSIO-550-C), eroga una potenza di 310hps, garantendo una velocità massima (Vne) di 235 nodi (435 km/h). I due serbatoi alari hanno una capacità di 102 galloni (386 litri) che consentono un'autonomia, senza considerare il vento, di 1 250 miglia nautiche (2 315 km). La quota massima certificata è di 25 000 piedi (7,620 metri).
L'avionica è costituita da un Garmin 2000 con due schermi (Primary function display, che mostra gli strumenti di volo e Multi function display, che mostra i dati del motore e il GPS).
Il prezzo parte da US $ 644 500.